# كرز المارشينو

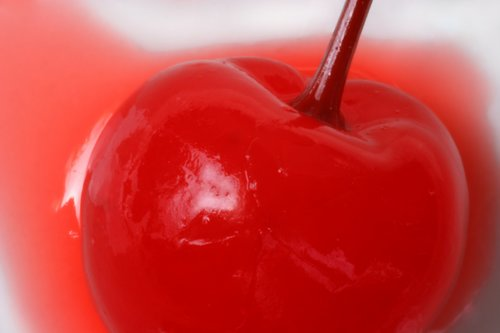

كرز المارشينو هو كرز مسكر محفوظ، مصنوع من الكرز الحلو ذات الألوان الفاتحة مثل رويال آن ، رينييه، وأصناف الذهب. في هيئتها الأولية، يُحفظ الكرز في البداية في محلول ملحي الذي عادة يحتوي على ثاني أكسيد الكبريت وكلوريد الكالسيوم لتبييض الثمرة، ثم تُنقع في سائل من ألوان الطعام، محلول سكر، ومكونات أخرى.
يعتبر كرز المارشينو مكون في العديد من الكوكتيلات، ويطلق عليهم لقب «كوكتيل الكرز». ويمكن استخدامهم أيضاً للتزيين في زبادى مثلج، لحم خنزير المطبوخ، الكعكة، المعجنات، بارفيتس، مخفوق الحليب، بوظة المثلجات، الآيس كريم الصودا. هم مكون لا يمكن الأستغناء عنه في أمريكا لصناعة بوظة المثلجات الأمريكية. ويطلق على كرز المارشينو حين يكون على رأس بوظة المثلجات لقب «كرز على الرأس». في معظم الأوقات يتم إضافتهم في كوكتيل فواكه المعلب، وأيضاً يرافقوا البان الحلو. أحياناً يُضع الكرز مع عصير المارشينو في كوب من كوكاكولا لعمل «كوك الكرز» البيتي أو القديم.